# BMW E31
BMW E31 — Gran Turismo из 8-й серии автомобилей BMW, выпускавшееся с 1989 по 1999 год. Автомобиль пришёл на смену 6-й серии в кузове E24 (но не является прямым потомком «шестёрки»). Автомобиль должен был составить конкуренцию моделям SL и купе S-класса от Mercedes-Benz. Автомобили 8-й серии стоили гораздо дороже и имели лучшие показатели. Купе было рассчитано на 4 пассажиров (2+2).

## История
Дизайн автомобиля начали разрабатывать в 1984 году, а в 1986 приступили к постройке машины. 8-я серия была представлена в начале сентября 1989 года на автосалоне во Франкфурте. Машина должна была заменить на рынке 6-ю серию. Но при этом разница между моделями была велика, хотя обе машины представляли собой класс «гран-туризмо» (GT). При разработке использовалась аэродинамическая труба. Благодаря испытаниям в ней удалось снизить коэффициент аэродинамического сопротивления до 0.29 (у «шестёрки» он был 0.39). Дизайн автомобиля резко отличался от дизайна BMW тех лет. Е31 получилась одновременно брутальной, но в то же время традиционно для немецких авто сдержанной.
8-я серия была представлена с двигателем V12 и 6-ступенчатой механической трансмиссией. На ней также впервые была применена электронная педаль газа и задняя многорычажная подвеска с интегральным рычагом. Ещё на Е31 устанавливалась уникальная для того времени система с задними поворачивающимися колёсами, которые управлялись при помощи гидравлики. В США в период с 1990 по 1997 года было продано 7232 машины. В Европе машина выпускалась до 1999 года. Всего был выпущен 31 621 автомобиль.
С коммерческой точки зрения модель оказалась крайне неудачной. Разработка автомобиля обошлась компании примерно в один миллиард немецких марок, на тот момент это самый дорогой в плане разработки автомобиль BMW. Когда же Е31 появилась на рынке она стала также самой дорогой для покупателей. Базовая модель оценивалась на рынке ФРГ в 80 000 немецких марок, а самая дорогая стоила 150 000 марок. Это было дороже, чем например Mercedes-Benz SL (R129).
В 1992 году произошёл небольшой рестайлинг. Интерьер и экстерьер остались прежними, но зато улучшилась силовая структура кузова. В дверях были установлены брусья большего диаметра, а под днищем появилась крестообразная распорка. Также, лонжероны в месте крепления к моторному щиту стали иными.

## Модельный ряд

### 830i
Несмотря на хорошие продажи 850i, BMW приступили к разработке более дешёвой версии с 3-литровым мотором. На автомобиль ставили двигатель M60B30 (им оснащались модели 530i и 730i), выдавший 218 л. с. Было собрано 18 машин, из них 13 с автоматической трансмиссией. В итоге от автомобиля отказались в пользу 840i.

### 840Ci
840Ci выпускалось в двух версиях. В период с 1993 по 1995 года на автомобиль устанавливался 4-литровый двигатель M60B40 мощностью 286 л. с.(210 кВт), а с середины 1995 новый 4.4-литровый двигатель M62B44. Он был более экономичен и выдавал больший крутящий момент при той же мощности автомобиль оснащался 5-ступенчатой автоматической трансмиссией, хотя в Европе также предлагалась 6-ступенчатая механическая коробка. 840i можно было отличить по круглым выхлопным трубам. Выпуск 840Ci был закончен в середине 1999 года, хотя экспорт в США был прекращён в 1997.

### 850i
Это была первая модель выпущенная в 1989. На ней был установлен 5-литровый двигатель M70B50 мощностью 300 л. с. Трансмиссия 4-ступенчатая автоматическая или 6-ступенчатая механическая.

### 850Ci
С появлением 850CSi в BMW решили обозначить своё купе 850Ci. Путаница началась, когда BMW начали устанавливать новый двигатель M73B54. В 1994 в течение 9 месяцев одновременно с конвейера сходили автомобили с двигателем M70B50 и M73B54. Обе версии носили имя 850Ci. Увеличение объёма до 5.4 литров и степени сжатия позволило повысить мощность до 326 л. с.

### 850CSi
На 850CSi устанавливался двигатель S70B56. Это был доработанный двигатель от 850i. Увеличение объёма до 5.6 литра привело к увеличению мощности до 380 л. с. Именно этот мотор потом модернизировали и установили на McLaren F1. Автомобиль имел более жёсткую подвеску и уменьшенный клиренс. Модель имела более широкие колеса и бампера с улучшенной аэродинамикой. Трансмиссия только 6-ступенчатая механическая.
Производство модели закончилось в конце 1996, так как невозможно было модернизировать двигатель S70B56 в соответствии с экологическими требованиями. Всего было выпущено 1510 экземпляров модели CSi.

### M8
M8 был одним из самых засекреченных прототипов BMW. Предполагалось, что машина станет конкурентом Ferrari. Была построена всего одна машина с двигателем в 550 л. с.
В результате в BMW решили отказаться от этой модели ввиду отсутствия рынка сбыта. Двигатель S70 устанавливался на McLaren F1. Никогда не существовало дорожной версии M8.
В VIN коде 850CSi в качестве производителя указано BMW Motorsport (обозначение — WBS), а не BMW AG (WBA). Кроме того в коде двигателя стоит буква S, а не M, как на заводских двигателях. Учитывая эти факты можно выдвинуть версию о том, что 850CSi стала дорожной версией прототипа M8.

### Alpina B12
Тюнинг-ателье Alpina выпустило на базе 850CSi версию Alpina B12. Было две версии с двигателями 5.0 и 5.7 литра.
Первая с двигателем Alpina D1 мощностью 350 л. с. и 4-ступенчатой автоматической трансмиссией, вторая с двигателем Alpina 416 л. с. и 6-ступенчатой механической трансмиссией и АКПП «Alpina-archive». Всего было выпущено 97 автомобилей B12 5.0 и 57 B12 5.7.
B12 5.0 был основан на модели 850i E31 8-й серии и более поздних моделях 850Ci. Заметные механические изменения включали: установку поршней Mahle с более высокой степенью сжатия, а также увеличенных впускных клапанов, модифицированных головок цилиндров, новой выхлопной системы и модифицированного ЭБУ Bosch Motronic. Эти улучшения позволили двигателю достичь выходной мощности в 257 кВт (349 л. с., 345 л. с.) при 3500 об / мин и 470 Нм (347 фунт-фут) крутящего момента при 4000 об / мин. Красная зона начиналась с 6400 об / мин. B12 5.0 был доступен только с 4-ступенчатой автоматической коробкой передач ZF 4HP24E. Трансмиссия была модифицирована электроникой для улучшения переключения передач. Другие механические модификации включали в себя новые пружины и амортизаторы Bilstein.
Внешние изменения отразились на оснащении 17-дюймовыми многоспицевыми легкосплавными дисками Alpina и передним спойлером со специальной окраской, а также опциональной тонкой полосой Alpina. Интерьер был адаптирован к требованиям заказчика и содержал широкий спектр опций, включая комбинацию приборов и значки Alpina в стандартной комплектации. У автомобилей были специальные идентификационные номера для облегчения распознавания.
Заявленные показатели производительности включали: время разгона 0-100 км / ч (62 миль / ч) за 6,8 секунды и максимальную скорость 280 км / ч (174 миль / ч). Всего было выпущено 97 автомобилей до того, как в 1994 году на смену B12 5.0 пришел B12 5.7.
B12 5.7, выпускавшийся с 1992 года, изначально был основан на недавно представленной модели 850CSi. Объём двигателя BMW S70B56 V12 был увеличен до 5,7 литра, изменения коснулись конструкции воздухозаборника, распределительных валов и коленчатого вала. На автомобили устанавливалась выхлопная система собственного производства с каталитическими нейтрализаторами из нержавеющей стали, а система управления двигателем Bosch Motronic была модифицирована. В итоге двигатель приобрёл выходную мощность 306 кВт (416 л. с., 410 л. с.) и 570 Нм (420 фунт-фут) крутящего момента. Автомобиль комплектовался 6-ступенчатой механической коробкой передач производства Getrag. Электронная система сцепления, называемая производителем Shift-Tronic, была опциональной. Эта система была разработана в сотрудничестве с LUK GS и B12 5.7 была единственной моделью Alpina, которая предлагалась с Shift-Tronic. 32 автомобиля были оснащены этой системой, и сзади помимо штатного значка, имели надпись «Shift-Tronic».
Внешние изменения были номинальными и аналогичны 850CSi. Однако для этой версии был установлен уникальный капот из углеродного волокна с вентиляционными отверстиями для охлаждения двигателя и центральным воздуховодом NACA. Обивка салона была представлена натуральной кожей антрацитового цвета с синей контрастной строчкой, в стандартной комплектации оригинальная панель приборов Alpina была декорирована деревом, которую дополняла деревянная ручка переключения передач, но в соответствии с требованиями заказчика дизайн мог быть изменён.
Показатели производительности времени разгона от 0 до 100 км / ч (62 миль / ч) составляли 5,8 секунды, а заявленная максимальная скорость достигала 300 км / ч (186 миль / ч).
|  |  |  |
|  |  |  |